# Sernîkî, Zaricine
Sernîkî (în ucraineană Серники) este localitatea de reședință a comunei Sernîkî din raionul Zaricine, regiunea Rivne, Ucraina.

## Demografie
Componența lingvistică a localității Sernîkî
     Ucraineană (98,96%)
     Alte limbi (1,01%)
Conform recensământului din 2001, majoritatea populației localității Sernîkî era vorbitoare de ucraineană (98,96%), existând în minoritate și vorbitori de alte limbi.